# Iza (rivière)
Pour les articles homonymes, voir Iza.
L'Iza est une rivière roumaine du județ de Maramureș, au cœur du Pays de Maramureș (Țara Maramureșului), dans le nord du pays, et un affluent de la Tisa, donc un sous-affluent du Danube.

## Géographie
L'Iza prend sa source dans les Monts Rodna (Munții Rodnei),  à 1 380 m d'altitude avant de couler dans le sens sud-est nord-est entre les Monts Maramureș (Munții Maramureșului) et les Monts Țibleș (Munții Țibleșului)et Lăpuș (Munții Lăpușului) au sud  et de se jeter dans la Tisza à la frontière ukrainienne, dans la ville  de Sighetu Marmației à 268 m d'altitude.
Elle traverse successivement les localités de Săcel, Săliștea de Sus, Dragomirești, Bogdan Vodă, Șieu, Rozavlea, Strâmtura, Bârsana, Oncești, Vadu Izei où elle reçoit son affluent principal la Mara et Sighetu Marmației où elle se jette dans la Tisa.

## Affluent
L'Iza est un affluent de la rive gauche de la Tisa. Son principal affluent est la Mara sur sa rive gauche.